# Division de Banbhore
La division de Banbhore (en ourdou : بنبھور ڈویژن ou sindi : ڀنڀور ڊويزن) ou division de Thatta est une subdivision administrative de la province du Sind au Pakistan. Elle compte environ 3,6 millions d'habitants en 2017, et sa capitale est Thatta.
Alors que l'ensemble des divisions pakistanaises ont été abrogées en 2000 avant d'être rétablies en 2008, la division de Banbhore a été créée en 2014 par le gouvernement provincial du Sind en divisant la division de Hyderabad.
La division regroupe les districts suivant :
- district de Thatta
- district de Badin
- district de Sujawal